# 山本喜代子
山本 喜代子（やまもと きよこ、1940年1月2日 - ）は、日本の女優、声優。山本 嘉代子名義での活動もある。

## 略歴
満州に生まれ、東京で育つ。
1958年、桜蔭学園卒業後にNHK俳優養成所へ入る。1960年、三十人会に所属。

## 出演
太字はメインキャラクター。

### テレビドラマ
- 若い季節（NHK、チャーム・ガール）
- ポンポン大将（NHK、山本看護婦）

### テレビ番組
- テレビ幼稚園（動物の声）

### テレビアニメ
- 少年忍者風のフジ丸（1964年、チョロ[2]）
- 遊星少年パピイ（1965年、パピイ〈初代〉[3]）

### 劇場アニメ
- わんわん忠臣蔵（1963年、リマ）[4]
- 少年ジャックと魔法使い（1967年、小悪魔）

## ディスコグラフィ
- ドンキッコ（1967年）- 主題歌
- 国松さまのお通りだい（1971年）- 主題歌「国松さまのお通りだい」[5]